# Paul Bril
Paul Bril, född 1554 i Antwerpen och död 7 oktober 1626 i Rom, var en flamländsk landskapsmålare verksam i Rom. Han var bror till konstnären Matthijs Bril.
Paul Bril var son till en konstnär, Matthijs Bril den äldre. 1582 flyttade han till Rom där hans äldre bror Matthijs Bril (den yngre) hade etablerat sig som konstnär. När Matthijs dog 1583 övertog Paul dennes ateljé, uppdrag och kontaktnät. Han fick inflytelserika uppdragsgivare och välgörare, bland dem påvarna Gregorius XIII, Sixtus V och Paulus V. Bril blev känd som landskapsmålare med fresker i kyrkor och palats, ibland med bibliska staffagefigurer, såsom i Laterankyrkan och i Santa Maria in Trastevere. Freskerna i Palazzo Rospigliosi visar på inflytande från Ludovico Carracci. Hans målningar förenade traditionellt nordeuropeiskt landskapsmåleri med italiensk klassicism. Utöver freskerna gjorde han även oljemålningar, ofta på koppar, teckningar och grafik. Målningarna kunde få en kraftig djupverkan genom att en detaljrik mörk förgrund kontrasterades mot en ljusare bakgrund.
Paul Brils ateljé i Rom blev en mötesplats för andra konstnärer norrifrån, bland andra Jan Brueghel den äldre och Peter Paul Rubens. 1621 blev han som förste utlänning ledare för konstnärssammanslutningen Accademia di San Luca.